# Pericallia transversa
Pericallia transversa là một loài bướm đêm thuộc phân họ Arctiinae, họ Erebidae.